# 坂下志麻
坂下 志麻（さかした しま、3月8日 - ）は、なかよしの漫画家。北海道出身。血液型A型。
2003年、『インディペンデンスデイ』で、なかよし新人まんが賞準入選を受賞しデビュー。同期は佳南萌、蒔田菜穂、水無月真、渡辺あすか。

## 作品リスト
- インディペンデンスデイ
- ノエル・ド・ポストマン
- ケロッとみちガエル

| スタブアイコン | サブスタブ | この項目は、まだ閲覧者の調べものの参照としては役立たない、漫画家・漫画原作者に関連した書きかけの項目です。この項目を加筆・訂正などしてくださる協力者を求めています（P:漫画/PJ:漫画家）。 |